# هيو إم. جونز
هيو إم. جونز هو سياسي أمريكي، ولد في 9 أكتوبر 1892، وتوفي في 1 يوليو 1978. نشط حزبياً في الحزب الجمهوري. وقد انتخب عضو مجلس ولاية ويسكونسن ‏.